# Cuphea killipii
Cuphea killipii är en fackelblomsväxtart som beskrevs av A. Lourteig. Cuphea killipii ingår i släktet blossblommor, och familjen fackelblomsväxter. Inga underarter finns listade i Catalogue of Life.